# The Sims 3: Zostań gwiazdą
The Sims 3: Zostań gwiazdą (The Sims 3: Showtime) – to szósty dodatek do symulacyjnej gry komputerowej The Sims 3 wydany 8 marca w Polsce.
Wprowadzone zostały funkcje społecznościowe takie jak komunikacja ze znajomymi oraz eksportowanie i importowanie postaci Simów. Umożliwia on wcielenie się graczom w jedną z gwiazd wieczoru: piosenkarza, DJ-a, akrobatę lub magika oraz odblokowuje mnóstwo nowych fryzur, ubrań i animacji w grze. Wprowadzony został także nowy rodzaj śmierci przez magię. Gwiazdą dodatku jest Katy Perry.

## Rozgrywka

### Starlight Shores
Starlight Shores (tłumaczone jako "Gwiezdne Wybrzeże") to nowy świat, który otrzymujemy wraz z dodatkiem Zostań gwiazdą. Miasto inspirowane jest Hollywood, gdzie znajduje się mnóstwo stadionów czy lokali, w których nasi simowie mogą dawać pokazy zależnie od poziomu ich kariery.

### Kariery
Simowie mogą rozwijać się i spełniać swoje marzenia jako piosenkarz, akrobata, magik lub DJ. Oglądaj jak twoi simowie rosną ku sławie lub staczają się na samo dno.

### SimPort
SimPort pozwala odwiedzać światy innych graczy i występować w ich wirtualnych miastach. Aby wysłać naszego sima do miasta przyjaciół, musimy mieć w rodzinie przynajmniej dwóch simów, osiągnąć przynajmniej drugi poziom którejś z nowych profesji scenicznych oraz zalogować się na swoje konto w Origin.